# 프리모슈텐

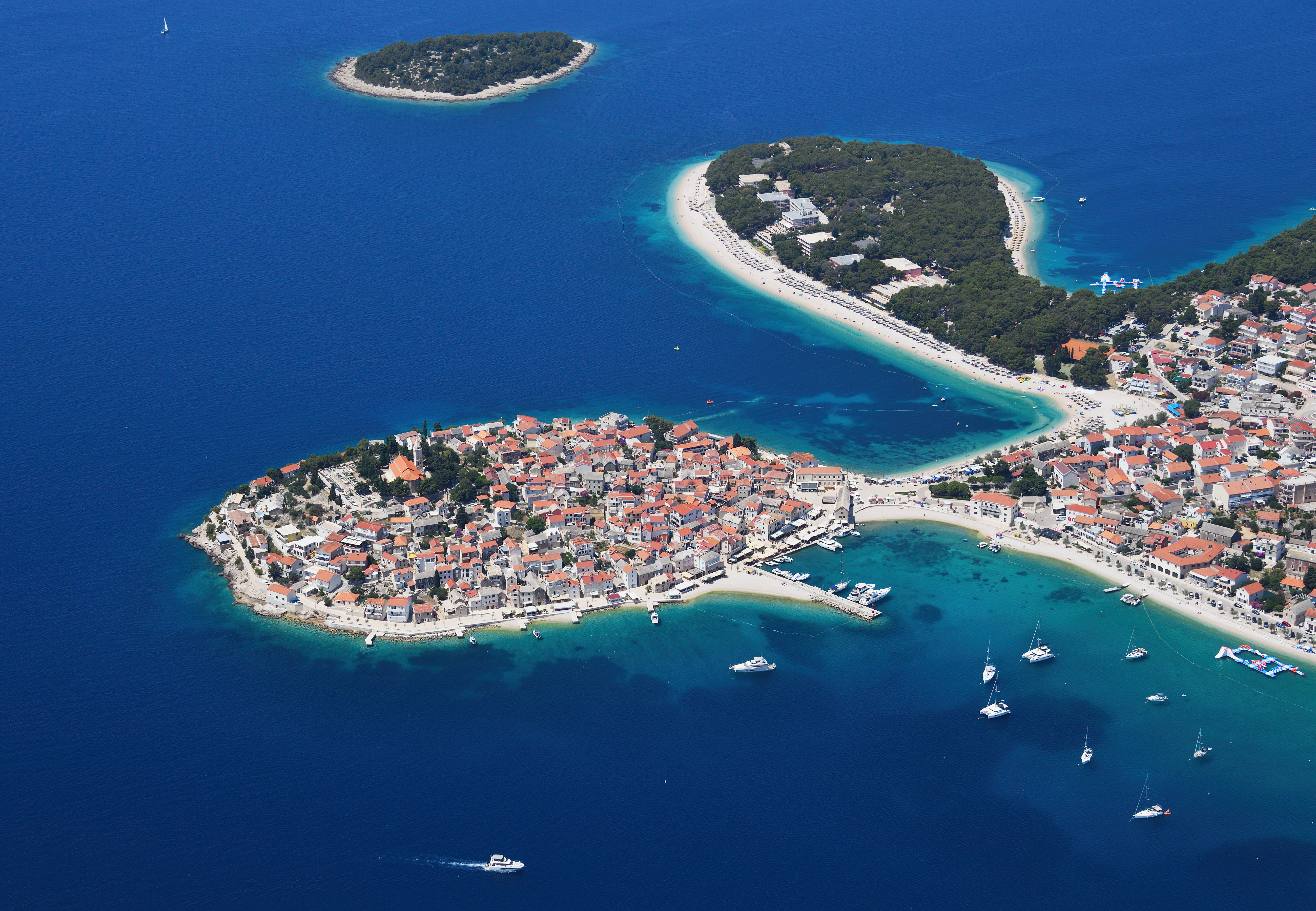

프리모슈텐(크로아티아어: Primošten, 이탈리아어: Capocesto 카포체스토[*])은 크로아티아 시베니크크닌주에 위치한 도시로 면적은 92km2, 인구는 2,828명(2011년 기준)이다. 아드리아해 연안과 접하며 시베니크와 트로기르 사이에 위치한다.
오래 전부터 크로아티아 본토와 연결되어 있던 곳이다. 오스만 제국의 지배를 받고 있던 1542년에는 작은 섬들 안에 요새와 탑이 건립되었으며 크로아티아 본토를 연결하는 다리가 건설되었다. 오스만 제국이 철수한 이후에 다리는 둑길로 대체되었다. 1564년에 지금과 같은 이름의 마을이 설립되었는데 마을 이름은 크로아티아어로 "다리"를 뜻하는 동사인 '프리모스티티'(primostiti)에서 유래된 이름이다.
거대하고 아름다운 포도원, 해변으로 유명한 곳이며 매년 여름에는 당나귀 경주 대회가 열린다.